# Velperplein
Het Velperplein is een enigszins langgerekt plein in het centrum van Arnhem, waaraan onder meer het Musis Sacrum en het Rembrandt Theater zijn gelegen. Het plein is gelegen aan de noordoostelijke zijde van het winkelcentrum van Arnhem. Het Velperplein vervult een belangrijke rol in de roulatie van het auto- en (trolley)busverkeer in Arnhem. Tussen ca. 1995 en 2005 is het plein ingrijpend verbouwd met nieuwe rijwegen en fiets- en voetpaden en/of de verlegging ervan. Ook kwam er aan de zuidzijde een geheel nieuw busstation en een tunnelingang naar de parkeergarage aldaar.
Het plein is bekend van de Nederlandse versie van het bordspel Monopoly, waar het samen met de Ketelstraat en de Steenstraat "Arnhem" vormt. Op 8 mei 2016 was het Velperplein de finishplaats voor de derde etappe van de Giro d'Italia in Gelderland.

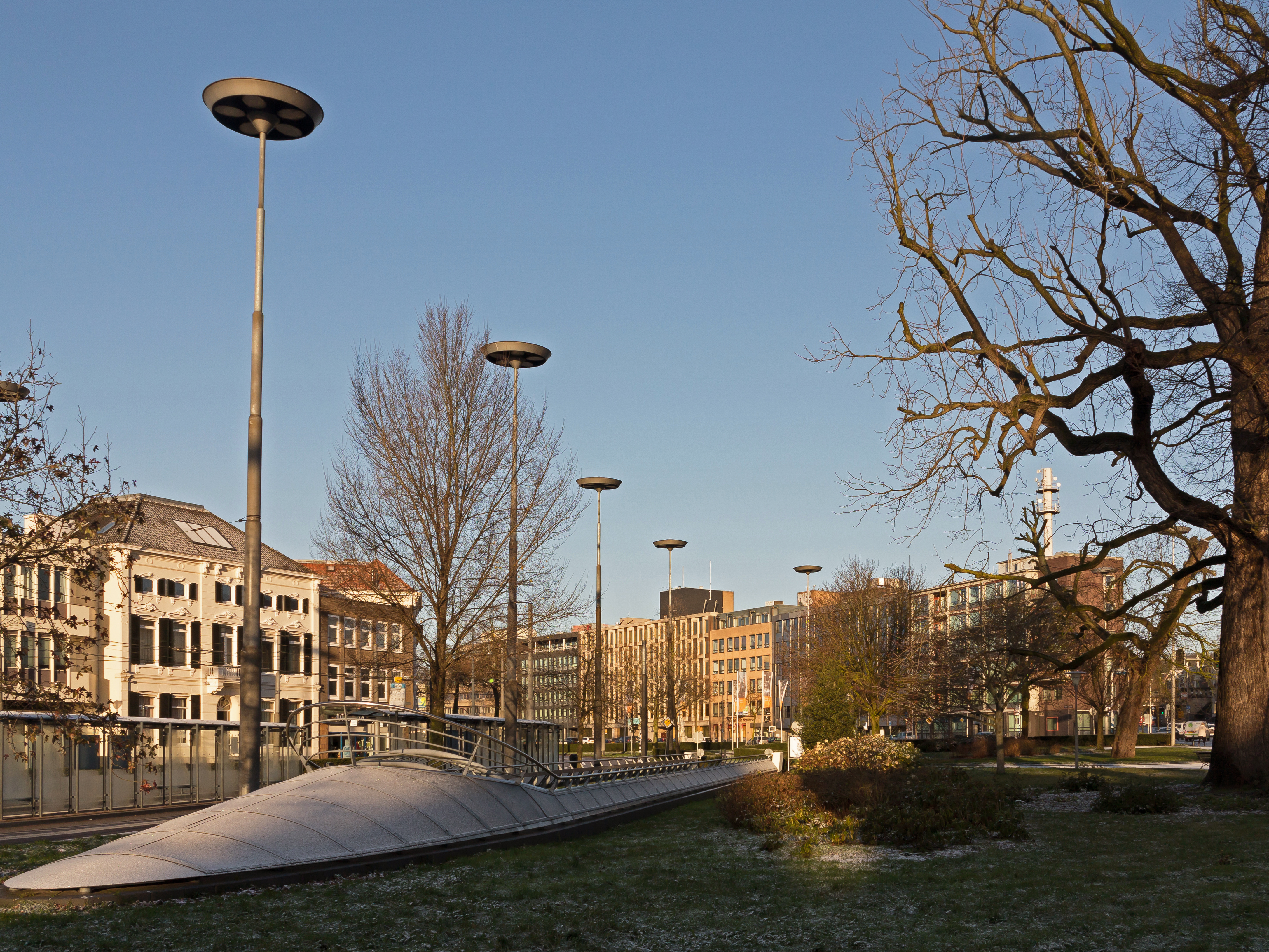
Ingang parkeergarage bij Velperplein
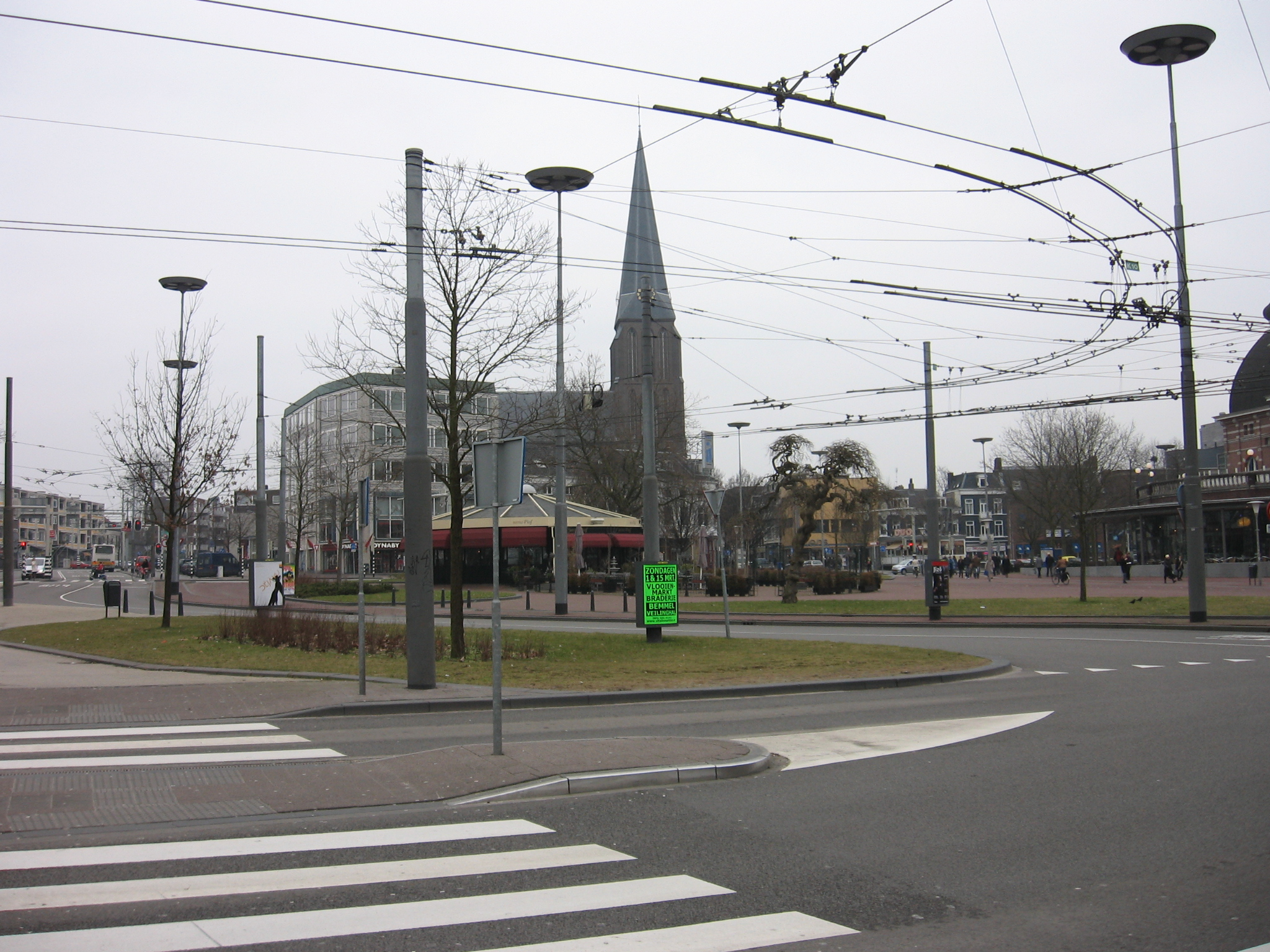
Velperplein kijkend richting Steenstraat